# Madappa Prakash
Madappa Prakash (* 28. Dezember 1953 in Mysore) ist ein indischer Astrophysiker und Kernphysiker.
Prakash wuchs in Mysore auf und studierte an der Universität von Mysore mit dem Bachelor- (1971) und Master-Abschluss (1973) und wurde 1979 an der Universität Bombay promoviert mit einer Dissertation über Kernspaltung. Von 1974 bis 1981 war er am Bhabha Atomforschungszentrum in Bombay. Als Post-Doktorand war er 1979 bis 1981 am Niels-Bohr-Institut in Kopenhagen und 1982 bis 1986 an der State University of New York at Stony Brook. Dort war er auch ab 1987 Forschungs-Assistenzprofessor und ab 1998 Forschungsprofessor, bevor er 2005 Professor an der Ohio University wurde.
Er befasst sich mit den Eigenschaften Kernen und Kernmaterie unter extremen Bedingungen, von der Kollision schwerer Kerne (Quark-Materie bei Schwerionenkollisionen) bis zu Neutronensternen, deren Aufbau, Entwicklung und Entstehung in Supernovae und Verhalten bei Verschmelzung. Er entwickelte dazu Zustandsgleichungen, untersuchte Neutrino-Wechselwirkung und Ausbreitung in dichter Materie und machte Vorhersagen für Multi-Messenger Beobachtungen von Neutronensternen (neben dem elektromagnetischen Spektrum auch über Neutrinos und Gravitationswellen). So fand er neue Wege der Entstehung von schwarzen Löchern aus metastabilen Neutronensternen mit Materie, die Strange-Quarks enthält.
2001 wurde er Fellow der American Physical Society. Für 2022 erhielt er den Hans-A.-Bethe-Preis.